# راقصة على الجراح (فلم)
راقصة على الجراح فلم سوري للمخرج السوري محمد شاهين هو فيلم من نوع دراما أُصدر في 1974 , يعد من الأفلام الناجحة في السينما السورية

## قصة الفيلم
تقع راقصة في غرام طبيب مشهور ويطلبها للزواج لكن من اجل مكانة حبيبها الاجتماعية فانها تقرر ان تهجره وتعود إلى حياتها اللاهية ومن اجل ان تنساه تتعرف على رجل اخر تكتشف أيضا ان له اسرة يحبها وتشعر الراقصة انها غير مصنوعة للزواج ولا لاقامة حياة عائلية لذا فانها تنتقل من رجل إلى اخر بعد ان فقدت الايمان بالحب.

## بطولة
إغراء، 
إيمان،
محمود جبر،
يوسف حنا، 
علي الرواس،
أحمد رافع، 
مظهر الحكيم، 
عدنان دعبول، 
فاروق عبيسي، 
مي شلحت، 
عبد المولي غميص.